# Vicente Horacio Saeteros Sierra
Vicente Horacio Saeteros Sierra (ur. 6 kwietnia 1968 w Santa Ana) – ekwadorski duchowny katolicki, biskup Machala od 2022.

## Życiorys
Święcenia kapłańskie otrzymał 25 marca 2000 i został inkardynowany do archidiecezji Portoviejo. Pracował głównie jako duszpasterz parafialny, był także m.in. wykładowcą, wychowawcą i rektorem archidiecezjalnego seminarium, wikariuszem biskupim dla Wikariatu Nord-Chone oraz wikariuszem generalnym archidiecezji.
16 maja 2020 papież Franciszek mianował go biskupem pomocniczym archidiecezji Portoviejo, ze stolicą tytularną Rusuccuru. Sakrę biskupią otrzymał 15 sierpnia 2020 roku z rąk arcybiskupa Eduardo José Castillo Pino.
27 września 2022 został mianowany biskupem diecezji Machala, zaś 19 listopada 2022 kanonicznie objął urząd.